# Johann Liss

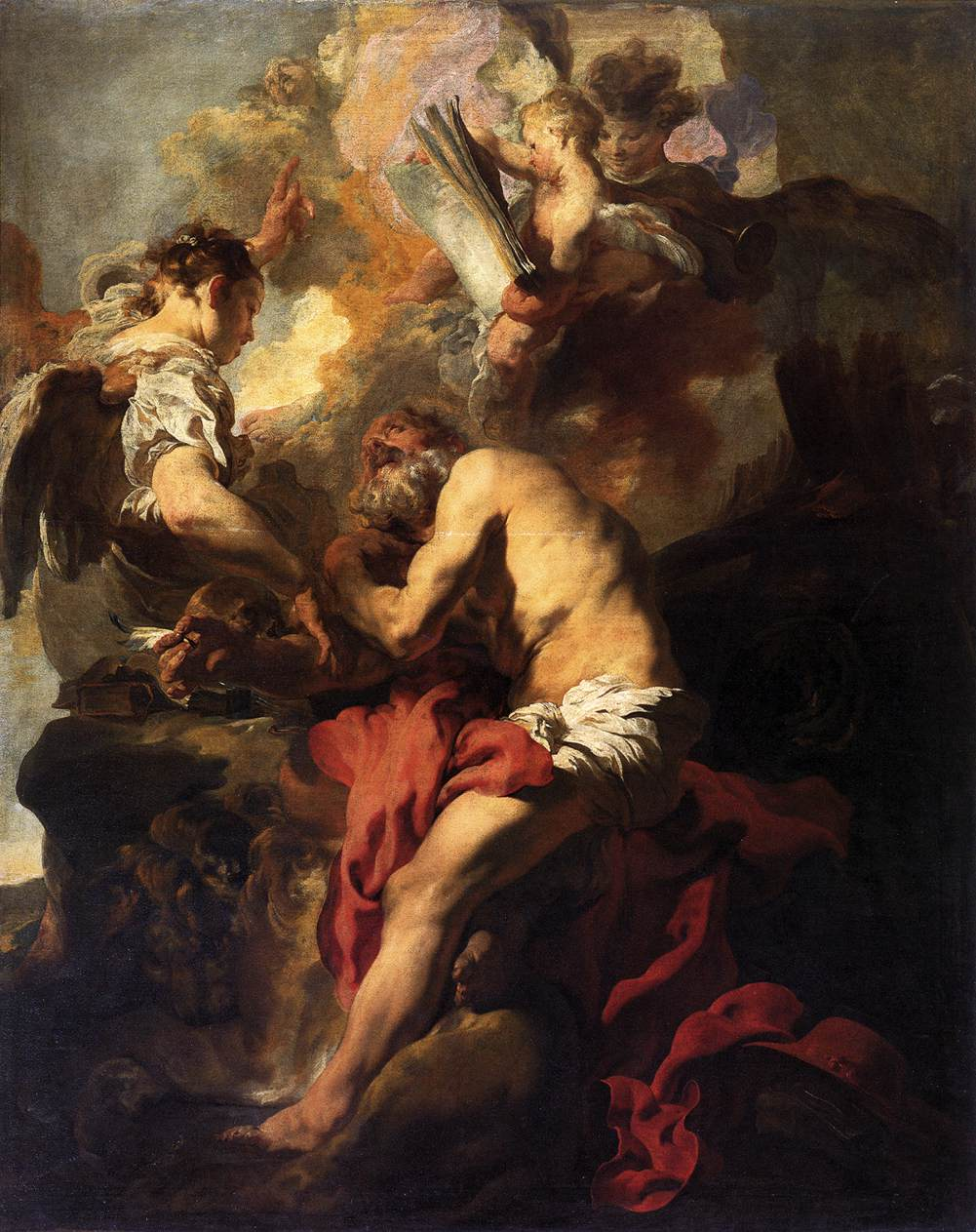
Johann Liss: Vidění sv. Jeronýma, olej na plátně, asi 1627

Johann Liss (psáno i Jan Lys, kolem 1590 Oldenburg v Holštýnsku – mezi 1629 a 1631 Verona) byl německý barokní malíř, činný hlavně v Benátkách. Studovat začal v rodném Šlesvicku-Holštýnsku, pokračoval v Nizozemí u Hendricka Goltziuse. Kolem roku 1620 cestoval do Paříže, poté do Říma, kde jeho první díla byla ovlivněna Caravaggiovým šerosvitem. Kolem roku 1622 se přesunul do Benátek, kam pomáhal uvést barokní styl a kde jeho malba získala na barevnosti a vzletu. Roku 1627 zde vytvořil své hlavní dílo, oltářní obraz Vidění sv. Jeronýma v kostele San Nicolò da Tolentino. Během morové epidemie 1629–1630 se snažil utéci před nákazou, ale smrti neunikl.